# Congrès nationaliste arabe
Le Congrès nationaliste arabe également connu sous le nom de Congrès panarabe ou Congrès national arabe est un congrès regroupant des nationalistes arabes, qui ont pour but l'unification du monde arabe, la défense des causes arabes et la démocratisation des régimes arabes. Le congrès est présidé par le marocain Khalid Sefiani qui a succédé au libanais Mouaïn Bachour.
Le siège du parti se trouve à Beyrouth, au Liban, mais le Congrès se tient dans différents pays arabes tous les ans.
Le congrès s'est tenu pour la première fois en 1990 à Tunis. Le congrès a été créé grâce à la convergence de point de vue entre des intellectuels arabes et des partis politiques.
Le Congrès a rendu possible la création du Congrès Nationaliste Islamiste, présidé par Mounir Chafiq, qui regroupe des partis, des hommes politiques et des associations musulmanes. Le Congrès a également créé le Congrès des partis arabes. Ces trois organisations tiennent régulièrement un congrès général au cours duquel ils débattent des questions arabo-musulmanes. Le congrès réunit plus de 260 intellectuels arabes, écrivains et journalistes.
De nombreux partis politiques participent chaque année à ce congrès.

## Maroc
La plupart des partis politiques marocains ont participé au congrès. Du côté des forces de gauche ou libéral, il y a :
- Union Socialiste des Forces Populaires
- Rassemblement national des indépendants
- Parti de l’avant-garde démocratique et socialiste
- Annahj Addimocrati
- Parti socialiste unifié
- Parti du progrès et du socialisme
- Union constitutionnelle
- Congrès nationale ittihadi

Des syndicats ont également participé au congrès, parmi lesquels :
- Union marocaine du travail
- Fédération Démocratique du Travail
- Union générale des travailleurs du Maroc

Des ONG, des associations étaient présentes.
Du côté des forces politiques conservatrice ou islamistes, il y a:
- Adl wal ihssan
- Attawhid Wal Islah
- Al haraka min ajli al oumma
- Parti de la justice et du développement
- Parti al badil al hadari

## Autres pays arabes
Du côté palestinien, sont présents, le Hamas et le Fatah ; pour l'Irak, ce sont des représentants politiques de parti chiite et sunnite, comme le Conseil des oulémas de l'Irak, ainsi que du parti Baath.
Hassan Nasrallah, le secrétaire général du Hezbollah, a participé au dernier congrès pour rapprocher les points de vue des nationalistes arabes et des mouvements islamistes.